# Лончаково
Лонча́ково (рос. Лончаково) — село у складі Бікінського району Хабаровського краю, Росія. Адміністративний центр та єдиний населений пункт Лончаковського сільського поселення.

## Населення
Населення — 534 особи (2010; 605 у 2002).
Національний склад (станом на 2002 рік):
- росіяни — 87 %